# 秋吉花音
秋吉 花音（あきよし かのん、1994年11月5日 - ）は、日本のAV女優。アローズ所属。

## 略歴
2016年9月、マックス・エーの専属女優としてAVデビュー。
2017年1月をもって専属を離れ、企画単体女優となる。
2017年9月1日、ツイッターでディアスグループからアローズに所属事務所を移籍したことを報告。

## 人物
岡山県出身。
趣味はニュース鑑賞、特技はお菓子作り。
性の目覚めは親がAVを見ているのをのぞき見た小学1年生の時。
初オナニーは小学6年の時で、15歳の時に同い年の彼と彼の家で初体験。
AV女優となった動機は明日花キララに憧れて。

## 出演作品

### アダルトDVD
2016年
- 新人DEBUT!! 秋吉花音（9月25日、マックス・エー）
- 恥じらいSEX 初体験4本番（10月25日、マックス・エー）
- AV女優は愛のあるイチャらぶSEXが一番エロい説は本当か!?（11月25日、マックス・エー）
- オトナ未満 好奇心旺盛な少女が懇願する変態調教SEX（12月25日、マックス・エー）

2017年
- 一度は経験してみたい!! 美少女泡姫桃源郷（1月25日、マックス・エー）
- お金の為だと割り切って友達だけどSEXして下さい!! 9th（5月19日、DOC）他出演:あけみみう、花崎りこ、松井レナ、香山亜衣、細井しずか、青山はな
- 媚薬を盛られ、レッスン中に発情し愛撫&極太肉棒で感じまくる軟体ヨガ女（6月2日、DOC）※「かのん」名義　他出演:かおり、ゆきな
- 再婚相手の連れ子が無防備な女子○生で同居初日に理性崩壊!酷すぎる生中出し（6月10日、ブリット）他出演:小野寺梨紗、成海あすか、香山亜衣
- じゃれて突然膝の上に座ってきた女のお尻が股間にピタ!!お尻を動かす度に膨らむ僕のチ○コに気付いた彼女は… 2（6月16日ｍ、DOC）※「かのん」名義　他出演:みのり、れみ
- 100%完全ガチ交渉! 噂の素人激カワ看板娘×PRESTIGE PREMIUM 04（7月28日、プレステージ）他出演:一条巳緒、杉浦花音、桜ここね
- 夏のビーチでエロ娘達のレイヤード水着チェック!（8月18日、DOC）※「あいり」名義　他出演:ななみ、なな、みお、まき、えみ、かおり、けい、まゆ
- 初々しいビンカン女子校生が切望する、本気のナマ中出し性交（8月25日、宇宙企画）
- 「撮りながら弄ばれるって、素敵です…」 小柄で華奢な征服少女は、その姿からは想像も出来ない妄想と変態的性欲を溜め込んで、ヤリ部屋に連れ込まれた…。 敏感な肢体をしつこく責められ、性感に溺れ、悦びを教えこまれた少女は、今日陥落する…。（8月25日、オーロラプロジェクト・アネックス）
- お酒の力を借りてどうにかこうにかセックスしたい男たちがメガバン、商社好きの客室乗務員ちゃんを飲ませて酔わせてヤリ捨てポイ!（9月13日、MARX）共演:西内るな、青山はな
- #制服が似合いすぎる美少女はボクのカノジョ Vol.001（9月15日、ONEZ）
- ガチナンパ! 素人さんにお願いしまくって生パン見せてもらった後に素股までさせてもらっちゃいました。 全員!中出しSEX!SP（9月15日、ピーターズ）他出演:青山みな、月野ゆりあ、高野しずか ほか
- 顔出し!働く美女限定 ザ・マジックミラー 街頭調査! 職場の同僚同士が2人っきりの密室で初めてのキス技コンプリートに挑戦!舌を絡めあうディープキスで火がついた社会人の男女は理性を保てず性欲のままに濃厚ベロチューSEXしてしまうのか!? in池袋（9月19日、ディープス）※「りこ」名義　他出演:あやね、ともみ、ほのか、ゆかり、のぞみ
- フライングゲット 何もしらなかったAVアイドル達のデビュー前面接蔵出しお宝映像集 素人時代のMAX-A専属女優BEST（9月25日、マックス・エー）他出演:春宮すず、大倉みゆ、ももき希、河井美香、白咲ゆず、神田るな、美空杏、菅野紗世、有花もえ
- 童貞と馬鹿にされた弟による美人姉わいせつ盗撮映像（10月1日、sister）他1名出演
- 「ねぇ、一緒にオナニーしよ?」ぱっくりオマ●コぐちゅズボッ自撮りオナニーS級素人 4時間17名収録!!（10月13日、S級素人）他出演:篠田ゆう、推川ゆうり、神ユキ、澁谷果歩、小西悠、あおいれな、羽生ありさ、長澤ルナ、羽月希、麻里梨夏、あべみかこ、霧島さくら、里美まゆ、NAOMI、笹倉杏 ほか
- ドMで超絶可愛いパイパン美少女を俺のヤリ部屋で媚薬漬けにして飼ってみたwww（10月19日、チキチキカマー）
- 「ねぇ?あたしと一緒にチャットでいっぱ〜いHなことしよ♥」 制服美少女! ピチャピチャ潮吹きLIVEチャットオナニー 4時間DX vol.15（11月1日、VALEX）※「かのん」名義　他出演:はな、アリス、もな、さゆり、あいり
- 有名私立大学ヤリサー投稿映像 媚薬キメパコ生中出しSEX 上京女子大生 VOL.002（12月22日、S級素人）※「Kanon」名義　他出演:Ai、Karin、Ema

2018年
- 踊る大捜淫線 THE RENTAL ROOM 4（1月19日、フルセイル）他出演:玉木くるみ
- 発見! 敏感娘伝説。 シンガーソングライターを目指すド変態美少女。 半泣きデカち○ぽイキ!（1月19日、生貝）
- 歯並びキレイな“歯科衛生士のたまご”限定 「チ○ポ汁が歯石除去に効果的!?」 初めての“歯磨きフェラ”で精子が泡立つほどのグチュグチュ口内射精!!（1月25日、SODクリエイト）他出演:向井藍、小谷みのり、君色花音、明海こう、宮沢ちはる、美咲ヒカル、七海ゆあ、苑田あゆり、藤川れいな
- パリピ!NTR!ボクだけ短小包茎に彼女は憮然! 彼女の誕生パーティーで招待したデカチン18cmの親友に寝取られた 酔い潰れたボクが目を覚ますと彼女が招待した友人たちと楽しそうにSEXしていた話（1月25日、レッド）共演:川越ゆい
- 朝までハシゴ酒× PRESTIGE PREMIUM 01（1月26日、プレステージ）他出演:中村優奈、冴木エリカ
- 恥ずかしいくせに、エッチが大好きな女の子（2月1日、S-Cute）他出演:星奈あい、七海ゆあ、音市真音、柑南るか
- 新人看護婦 院内調教レズビアン（2月19日、ビビアン）共演:青山はな
- 飲み会NTR 上司の誕生日会編（2月23日、MAD）
- 【個撮オリ】超S級フィリピンハーフ 北谷町在住 比嘉マイカ 新18歳 143CM スレンダーCカップ（2月23日、MERCURY）※「比嘉マイカ」名義
- 湘南海岸 無料チケットで勧誘! オシャレ海の家 昏睡中出しエステ 2（2月25日、レッド）※「みさき」名義　他出演:かなえ、みよこ、あんな
- 敏感すぎてごめんなさい。 全身性感帯みたいな美少女のエッチな日常（3月1日、S-Cute）他出演:南ゆき、関根奈美、愛華みれい、星奈あい、NIMO
- 快楽だけを追求するシロウト人妻 欲求不満を我慢できず自らAVへ応募 File.05（3月2日、MAD）他出演:美泉咲、愛里るい
- 昏睡強制性交 旅館の女性従業員が下品でタチの悪い客に酌をさせられ中々戻らないと思っていたら酒に昏睡薬を仕込まれたらしく、やられていました。 2（3月7日、東京スペシャル）他出演:川越ゆい、石原ルリカ ほか
- ネットで知り合った女の子に媚薬を飲ませたらアヘアヘイキまくり! SNSで知り合ったエロ写メを晒しまくってる女子にオフパコ狙いで誘ったらあっさりOK!お小遣いを餌にハメ撮りもOK。さらに媚薬を与え続けたら、なんでも受け入れてアヘアヘとイキまくり中出ししまくり!（3月7日、お夜食カンパニー）他出演:橋下まこ、美咲まや、藤川れいな
- 本気(マジ)口説き イケメン軟派師に口説かれる人妻編 7 ナンパ▶連れ込み▶SEX盗撮参加▶無断で投稿（3月9日、MAGIC）他出演:ひらり
- ビッグパーカーを部屋着にしている兄妹のギャルは自宅だからとパーカーの下はノーブラノーパンとメチャ無防備!!我慢できなくなった僕は欲望のままに禁断の近親相姦生中出しSEXをしてしまう!!（3月9日、SCOOP）他出演:冴木エリカ、MIRANO
- ソコを触る時は利き手じゃない方（3月9日、バルタン）
- ゲスの極み映像 イケメン連れ込み4人目（3月16日、フルセイル）
- 徹底主観で低速焦らしフェラチオ 〜しつこいぐらいの亀頭責め、咥えてくれたと思えば超スロー、絶頂手前を彷徨い続ける生き地獄〜（3月16日、SEX Agent）他出演:羽月希、篠田ゆう、舞島あかり、浅田結梨、青山はな、紗藤まゆ、松下美織
- 貫通ザーメン! 暴発パン中手コキ 2 〜見えない手元が中で大暴れ!蒸し蒸しの密閉空間で行われる秘め事〜（3月16日、SEX Agent）他出演:羽月希、篠田ゆう、浅田結梨、浜崎なお、海空花、青山はな、紗藤まゆ、松下美織
- マジックミラー号 「童貞くんのオナニーのお手伝いしてくれませんか…」 街中で声を掛けた心優しい保母さんが童貞くんを赤面筆おろし! 11（3月21日、SODクリエイト）※「かな」名義　他出演:みく、まりえ、なぎさ
- 文化祭ピンサロ（3月25日、レッド）他出演:川越ゆい、石原ルリカ、白川あまね、鈴ノ木桜、今井ゆあ、永井みひな、塚田詩織、鈴屋いちご、千秋夕、松井レナ ほか
- 指だけで何度もイキまくるオナニー大好き女子●生12人がカメラ片手にぴちゃぴちゃオマ●コ絶頂! 自撮り投稿オナニー4時間（4月1日、ロリ専科）他出演:星奈あい、浅田結梨、高杉麻里、永井みひな、一色さゆり、速美もな、水嶋アリス、花崎りこ、羽生ありさ、成海さやか、さとう愛理
- 『その浮き出てるのって…えっ?嘘?乳首？だよね…』 『そうだよ…触ってみる!?』 妹がノーブラで乳首が!!まさかとは思いつつも気になって何度も見ていたら見ているのがバレてしまったらしく、妹は恥ずかしさからなのか乳首が勃起して洋服の上からでも分かるほどクッキリ!当然、そんな状態の乳首を見たらボクも大興奮でフル勃起!!!しかもいつまでも子供だと思っていた妹がボクの勃起チ○ポを見た途端『触ってみて…私、乳首を触られるの凄い好きなの…』。お言葉に甘えていじり倒したらエビ反りしながら感じまくり!!しかもしかもさらにしつこく触ったら乳首をいじられながら超高速ハード騎乗位ピストンで中出しを強要!!チ○ポが勃起しなくなるまで何度も何度も求められて大変でした!!（4月7日、Hunter）他出演:あべみかこ、森はるら、杏璃さや ほか
- 強制的じゃないセルフイラマチオ 06 〜奥へ行くほど粘りまくる唾液が絡まる濃厚ストロークにただ身を任せる〜（4月20日、SEX Agent）他出演:あおいれな、桜木優希音、神波多一花、泉ののか、有坂つばさ、安田亜衣、君色花音
- ツインテコギャルの小悪魔\交（4月27日、BAZOOKA）他出演:胡桃たえ、夏樹まりな、冴木エリカ
- 小柄な体に秘めた性欲が止まらない。 恥らう清純美少女の淫らな本性（5月1日、S-Cute）他出演:ななせ麻衣、生田みく、琴水せいら、愛瀬美希、桜井まほ
- 両親は法事で外出 ひきこもりのお兄ちゃんと二人きり お兄ちゃん? 「かくれているのかなぁ?」（5月7日、東京スペシャル）他出演:鈴ノ木桜、永井みひな、石原ルリカ、吉川あいみ、川越ゆい ほか
- 【神パコ殿堂入り】 激カワ美少女達に媚薬を飲ませて生キメパコ!赤ちゃん部屋を濃厚ザーメンでたぷたぷにしてみたwww（5月19日、チキチキカマー）他出演:星奈あい、坂咲みほ、宝生リリー、美谷朱里、北川ゆず
- 円女交際 即イキドM生徒 撮影OKガチ円光親父独占不買娘（8月7日、パコパコ団とゆかいな仲間たち）

### VR
- ローション手コキ エッチな事を考え過ぎて金玉パンパンで苦しむ患者に緊急射精処置（2017年6月20日、ブイワンVR）
- 生中出し 美人女医のHな診察（2017年7月21日、ブイワンVR）
- 生中出し 激カワナースに逆夜這いされちゃった僕。（2017年7月24日、ブイワンVR）
- 裏クチコミ評価5のビジネスホテル マッサージ編（2018年3月23日、CASANOVA）
- 仮想現実ライブチャット 花音ちゃんログイン中（2018年6月22日、CASANOVA）

### イメージDVD
- Colors 〜begin〜（2016年8月25日、QH映像）
- 花音と遊ぼうよ…♥（2016年11月25日、グラッソ）
- 秋吉花音はオレのカノジョ。（2017年3月25日、GARDEN）
- Kanon ときめきプレリュード（2017年12月7日、REbecca）
- 〜顔もアナルも美女宣言〜 美女アナ＊リスト（2018年2月23日、スパイスビジュアル）※「有村友梨」名義

## デジタル写真集
- 遊ぼうよ。（2017年7月14日、PAD）
- 小旅行（2017年8月4日、PAD）
- 解禁（2017年8月18日、PAD）
- 欲望（2017年9月15日、PAD）
- ビンカンな彼女（2017年9月22日、PAD）
- 激イキ!!生中出し Vol.1（2017年10月13日、五百十）他出演:河合美香
- 激イキ!!生中出し Vol.2（2017年10月13日、五百十）他出演:河合美香
- 初体験生中出し Vol.1（2017年11月1日、五百十）他出演:河井美香
- 恥じらいSEX Vol.1（2017年11月1日、五百十）他出演:神田るな
- 恥じらいSEX Vol.2（2017年11月1日、五百十）他出演:神田るな
- The best of KANON Vol.1（2017年12月22日、五百十）
- The best of KANON Vol.2（2017年12月22日、五百十）

## 舞台
- 演劇革命企画 第1回公演「N.W.F 〜野方ワールド ファンタジー〜」（2016年9月21日 - 27日、アトリエファンファーレ高円寺）

## 雑誌
- 週刊実話 2016年8月18日号（2016年8月3日、日本ジャーナル出版） - グラビア
- アサヒ芸能 2016年9月8日号（2016年8月30日、徳間書店） - グラビア
- 週刊SPA! 2018年3月20日・27日合併号（2018年3月13日、扶桑社）